# Andrzej Friedman
Andrzej Friedman (ur. 1951 w Łodzi) – polski lekarz-neurolog żydowskiego pochodzenia, w latach 2007-2009 prezydent B’nai B’rith Polska.

## Życiorys
Urodził się w Łodzi w rodzinie żydowskiej, jako syn Michała Friedmana (1913-2006) i Teresy z domu Lichota. W 1968 ukończył II Liceum Ogólnokształcące im. Stefana Batorego w Warszawie. W tym samym roku rozpoczął studia na Wydziale Lekarskim Akademii Medycznej w Warszawie. W 1974 uzyskał dyplom lekarza z wyróżnieniem. W latach 1974–1978 odbył studia doktoranckie. W 1977 uzyskał specjalizację I stopnia z neurologii, a w 1981 specjalizację II stopnia. W 1979 uzyskał stopień doktora nauk medycznych za pracę Elektrofizjologiczny wzorzec snu w chorobie Parkinsona i jego zmiany w czasie leczenia. W 1995 uzyskał stopień doktora habilitowanego nauk medycznych za pracę habilitacyjną Choroba Parkinsona – rola starzenia i współistnienie zespołu otępiennego. 8 czerwca 2006 uzyskał tytuł profesora z zakresu nauk medycznych.
Został nauczycielem akademickim Warszawskiego Uniwersytetu Medycznego. Od 2000 profesor nadzwyczajny tej uczelni. W latach 1978–1980 był asystentem, w latach 1980-1984 starszym asystentem, a w latach 1984-2000 adiunktem w Klinice Neurologii. Od 1975 jest Kierownikiem Poradni Schorzeń Pozapiramidowych przy Klinice Neurologii. W latach 2000–2006 był zastępcą kierownika Kliniki Neurologii I Wydziału Lekarskiego oraz ordynatorem Oddziału Neurologii Dorosłych w Klinice Neurologii. Od czerwca 2006 jest p.o. Kierownika Kliniki Wydziału Nauki o Zdrowiu.
Specjalizuje się w neurologii, przede wszystkim w chorobach układu pozapiramidowego, szczególnie chorobie Parkinsona. Jest członkiem zarządu Polskiego Towarzystwa Neurologicznego, a także twórcą i kierownikiem Kliniki Neurologicznej w Mazowieckim Szpitalu Bródnowskim w Warszawie.

## Publikacje
- Choroba Parkinsona: mechanizmy, rozpoznawanie, leczenie, 	Wyd. Czelej, Warszawa 2005, ISBN 83-89309-42-4
- Choroba Parkinsona, Wyd. Alfa-Medica Press, Warszawa 1999, ISBN 83-86019-68-9